# Валь-дю-Лейон
Валь-дю-Лейон (фр. Val-du-Layon) — муніципалітет у Франції, у регіоні Пеї-де-ла-Луар, департамент Мен і Луара. Валь-дю-Лейон утворено 31 грудня 2015 року шляхом злиття муніципалітетів Сент-Обен-де-Люїньє i Сен-Ламбер-дю-Латте. Адміністративним центром муніципалітету є Сен-Ламбер-дю-Латте. Населення — 3464 особи (01.01.2021).